# Kofi (Kwintileider)
Kofi, ook wel Coffij (? – 1827), was een Surinaams marronleider. Hij stond van 1743 tot zijn dood aan het hoofd van de Kwinti's.

## Biografie
Kofi wordt wel een oudere broer genoemd van Boni, een legendarisch vrijheidsstrijder die opereerde vanuit Fort Boekoe. Kofi was bij de Kwinti's de opvolger van Bokkoe die in circa 1765 was overleden. Vernoemd naar Kofi werd de stam ook wel Kofimaka genoemd. De stam was afkomstig uit Paramaribo en Para en bevond zich rond 1775 in het westelijk gelegen Duivelsbroekzwamp, tussen de Saramaccarivier en de Atlantische Oceaan.
Kofi leidde, ervoor in 1767, een groepje van zes mannen die de plantage van de eigenaar Wolf binnensloop. Daar onthoofde Kofi een gevangengenomen blanke man en nam diens hoofd mee als trofee voor op het graf van voormalig leider Bokkoe. Enkele stamgenoten probeerden de daad van hun leider een korte tijd later te herhalen, maar de actie mislukte. Ze werden gevangengenomen en in Fort Zeelandia ondervraagd. Om de doodstraf te ontlopen bood een van hen de politie aan om de weg naar de Kwintidorpen te wijzen. De patrouille vertrok op 6 november 1767, maar onderweg zei hij de weg te zijn kwijtgeraakt. Nadat de Spaanse bok op hem werd toegepast, kwam zijn herinnering terug en leidde hij de patrouille naar de nederzettingen. De patrouille overviel vervolgens een dorp van twintig huizen. Op vier vrouwen en zes kinderen na wisten de dorpelingen te ontsnappen. Het dorp werd in brand gestoken en 's avonds werd een ander dorp van zes huizen verlaten aangetroffen.
Bij terugkeer werden de gevangenen meegenomen. Een van de vrouwen vertelde dat er een blanke aanval en een groot intern gevecht had plaatsgevonden voordat Kofi aan de macht was gekomen. Na een gewelddadig incident op 7 september 1769, waarbij een marron en drie slaafgemaakten werden gedood door Kwinti's onder leiding van Kofi, formeerde gouverneur Jean Nepveu het Corps Vrije Mulatten en Neegers die verschillende keren met gevangen Kwinti's terugkwam. In dat jaar zouden ook inheemsen een Kwintidorp hebben overvallen en Kofi en drie anderen hebben gedood. Als bewijs lieten ze de speer van Kofi zien, die later echter nog in leven bleek te zijn. Enkele maanden later vermoorden Kofi en andere mannen een plantage-eigenaar ten zuiden van Paramaribo. Hierbij maakten ze een vuurwapen en een zwaard buit.
In 1769 sloten de Matawai vrede met zowel het gouvernement als de Kwint's, maar werden een jaar later door het gouvernement op hun verplichtingen gewezen in het vredesverdrag, waarna ze de strijd tegen de Kwinti's hervatten. Door de aanhoudende tegenreacties tegen Kofi zag hij zich steeds weer genoodzaakt om de dorpen te verplaatsen. Na 1775 vertrok Kofi met de Kwinti's naar de oevers van de Saramacca en Coesewijne en tegen 1800 verder naar de Coppename en waarschijnlijk nog verder westwaarts naar de Kofimakakreek, een zijrivier van de Nickerie. Marrons die na de slavenopstand van Berbice (1763) oostwaarts naar de Coppename waren gevlucht, sloten zich toen aan bij de Kwint's. In 1827 overleed Kofi.